# Георги Георгиев (Каяджик)
Вижте пояснителната страница за други личности с името Георги Георгиев.
Георги Вълков Георгиев или Демерджиев е български революционер, димотишки деец на Вътрешната македоно-одринска революционна организация.

## Биография
Георги Георгиев е роден в софлийското село Каяджик, тогава в Османската империя. Завършва VI клас в Одринската гимназия „Д-р Петър Берон". Влиза във ВМОРО още като ученик. Взема участие в Илинденско-Преображенското въстание. След разгрома на въстанието се легализира и в 1904 година става учител в Каяджик. В 1904 година е избран за председател на Димотишкия околийски революционен комитет. Загива на 9 ноември или на 1 декември 1904 година в Башклисе.